# يوهان كريستيان كيتل
يوهان كريستيان كيتل (بالألمانية: Johann Christian Kittel)‏ هو عازف الأرغن وملحن ألماني، ولد في 18 فبراير 1732 في إرفورت في ألمانيا، وتوفي بنفس المكان في 17 أبريل 1809.

## وصلات خارجية
- يوهان كريستيان كيتل على موقع ميوزك برينز (الإنجليزية)
- يوهان كريستيان كيتل على موقع ديسكوغز (الإنجليزية)